# Британское общество ирисоводов
Британское общество ирисоводов (англ. British Iris Society — BIS) — общественная организация объединяющая английских любителей выращивания растений рода Ирис.
Британское общество ирисоводов было основано в 1922 году энтузиастами выращивания ирисов с целью создания круга общения для обмена мнениями и знаниями о представителях рода. Занимается популяризацией выращивания ирисов, содержит библиотеку, является учредителем награды British Dykes Medal Winners для выдающихся сортов, занимается изданием ежегодной книги и информационных бюллетеней. Также общество осуществляет помощь в обмене и приобретении семенного материала и взрослых растений и организует ежегодное шоу.
Общество включает в себя несколько региональных групп и объединение занимающееся безбородыми ирисами (англ. Group for Beardless Irises)

## Сорта — призёры British Dykes Medal
По данным на март 2012 года.
| - 'Margot Holmes' A Perry — 1927 - 'Joyance' K. Dykes — 1929 - 'G.P. Baker' A. Perry — 1930 - 'Gudrun' K. Dykes — 1931 - 'Golden Hind' H. Chadburn — 1934 - 'Sahara' G. Pilkington — 1935 - 'White City' O. Murrell — 1940 - 'Mabel Chadburn' H. Chadburn — 1941 - 'Maisie Lowe' J.L. Gibson — 1948 - 'Blue Ensign' H.R. Meyer — 1949 - 'Seathwaite' H. Randall — 1952 - 'Arabi Pasha' G. Ansley — 1953 - 'Benton Cordelia' C. Morris — 1955 - 'Golden Alps' L. Brummitt — 1957 - 'Tarn Hows' H. Randall — 1958 - 'Headlines' L. Brummitt — 1959 - 'Kangchenjunga' H. Miller — 1960 | - 'Patterdale' H. Randall — 1961 - 'Arcady' H. Fothergill — 1962 - 'Dancer’s Veil' P. Hutchinson — 1963 - 'Primrose Drift' L. Brummitt — 1964 - 'Mary Todd' H. Randall — 1965 - 'Ancient Egypt' H. Fothergill — 1966 - 'Blue-Eyed Brunette' C. Hall — 1967 - 'Golden Forest' P. Hutchinson — 1969 - 'Constance West' A. Howe — 1970 - 'Cambridge' M. Brummitt — 1971 - 'Shepherd’s Delight' H. Fothergill — 1972 - 'Muriel Neville' H. Fothergill — 1973 - 'Tyrian Robe' C. Hall — 1975 - 'Annabel Jane' B. Dodsworth — 1977 - 'Cotsgold' J.D. Taylor — 1978 - 'Anniversary' M. Brummitt — 1979 - 'Kildonan' B. Dodsworth — 1980 | - 'Jill Rosalind' B. Dodsworth — 1981 - 'Bibury' J.D. Taylor — 1982 - 'Dovedale' B. Dodsworth — 1983 - 'Bewick Swan' B. Dodsworth — 1984 - 'Roman Emperor' B. Dodsworth — 1985 - 'Buckden Pike' B. Dodsworth — 1987 - 'Wensleydale' B. Dodsworth — 1988 - 'Early Light' N. Scopes — 1989 - 'High Peak' B. Dodsworth — 1990 - 'Wharfdale' B. Dodsworth — 1991 - 'Orinoco Flow' C.E.C. Bartlett — 1994 - 'Whooper Swan' B. Dodsworth — 1997 - 'Berlin Ruffles' T. Tamberg — 1999 - 'Perfect Vision' C.E.C. Bartlett — 2000 - 'Darley Dale' B. Dodsworth — 2001 - 'Alexia' C. Bartlett — 2006 - 'Peter Hewitt' J. Hewitt — 2008 |